# Пархтиц
Пархтиц (нем. Parchtitz) — община в Германии, в земле Мекленбург-Передняя Померания.
Входит в состав района Рюген. Подчиняется управлению Берген ауф Рюген. Население составляет 811 человек (2009); в 2003 г. — 831. Занимает площадь 25,05 км².